# Silvina Ocampo
Silvina Inocencia Ocampo (Buenos Aires, 28 de julio de 1903- Buenos Aires, 14 de diciembre de 1993) fue una escritora, cuentista y poeta argentina.
Antes de consolidarse como escritora, fue artista plástica.
Estudió pintura y dibujo en París, donde conoció, en 1920, a Fernand Léger y Giorgio De Chirico, precursores del surrealismo.
Se la considera una de las escritoras más importantes de la literatura argentina del siglo XX. Recibió el Premio Municipal de Literatura en 1954, el Premio Nacional de Poesía en 1962, el Gran Premio de Honor de la SADE en 1992 y el Premio Konex en 1984. Su primer libro fue Viaje olvidado, en 1937.

## Biografía
Silvina Ocampo nació el 28 de julio de 1903 en Buenos Aires, en una casa en la calle Viamonte 550. Fue la menor de las seis hijas de Manuel Silvio Cecilio Ocampo y Ramona Aguirre Herrera (Victoria, Angélica, Francisca, Rosa, Clara María y Silvina). Su familia pertenecía a la alta burguesía, hecho que le permitió tener una formación muy completa, con tres institutrices (una francesa y dos británicas), un profesor de castellano y otro de italiano, por lo que las seis hermanas aprendieron a leer en inglés y francés antes que en castellano. Esta formación trilingüe influiría posteriormente en su escritura, según declaró la propia escritora.
Su tatara-tatara-tatarabuelo José de Ocampo fue gobernador de Cuzco (virreinato del Perú) antes de mudarse al virreinato del Río de la Plata. Manuel José de Ocampo (su tatara-tatarabuelo) fue uno de los primeros gobernadores cuando se declaró la independencia. Su bisabuelo Manuel José de Ocampo y González fue político, candidato a presidente y amigo de Domingo Faustino Sarmiento. Su abuelo Manuel Anselmo Ocampo fue estanciero.
Otro de sus antepasados fue Domingo Martínez de Irala, conquistador de Asunción y futuro gobernador del Río de la Plata y Paraguay. El hermano de la tatara-tatarabuela de Ocampo, Juan Martín de Pueyrredón, fue director Supremo de las Provincias Unidas del Río de la Plata. Otro familiar lejano es Juan Manuel de Rosas quien fue el principal caudillo hasta 1852.
Su madre, Ramona Máxima Aguirre, era una de ocho hijos y le gustaban la jardinería y tocar el violín. Su familia era religiosa, de orígenes criollos. Su padre, Manuel Silvio Cecilio Ocampo Regueira, nació en 1860 y era arquitecto. Era uno de nueve hijos y tenía un carácter conservador.
En invierno visitaba a su bisabuelo (quien vivía cerca) diariamente y en verano su familia vivía en una quinta en San Isidro, una casa moderna que contaba con electricidad y agua corriente. Actualmente esta casa (Villa Ocampo) es un sitio UNESCO y reconocido como monumento histórico. En verano, en el segundo piso tomaba clases donde aprendió los fundamentos que le ayudarían más tarde a llegar a ser escritora.
La crítica Patricia Nisbet Klingenberg sostiene, sin embargo, que de niña Ocampo "lived a lonely existence, relieved primarily by the companionship of various household workers (...) This, then, is the place from which her works emerge, from memory and identification with those identified as other."
Algunas de las cosas que más la impactaron durante su juventud fueron el casamiento de su hermana Victoria y la muerte de su hermana Clara. Afirmó que el casamiento de Victoria le había quitado la juventud: "Hubo un episodio de mi niñez que marcó mucho nuestra relación. Victoria me quitó la niñera que yo más quería, la que más me cuidó, la que más me mimó: Fanni. Ella me quería a mí más que a nadie. Fanni sabía que yo la adoraba, pero cuando Victoria se casó y se la llevó con ella nadie se atrevió a oponérsele". Además manifestó que empezó a odiar la sociabilidad cuando muere Clara.
En 1908 viajó por primera vez a Europa con su familia. Luego estudió dibujo en París con Giorgio de Chirico y Fernand Léger. Entre sus amigos se encontraba el escritor italiano Italo Calvino, quien prologó sus cuentos. De regreso a Buenos Aires, trabajó la pintura junto a Norah Borges y a María Rosa Oliver, y realizó varias exposiciones, tanto individuales como colectivas. Cuando en 1931 Victoria fundó la revista Sur, que publicó artículos y textos de muchos de los más importantes escritores, filósofos e intelectuales del siglo xx, Silvina formó parte del grupo fundador aunque, al igual que Borges y Bioy Casares, no tuvo un lugar preponderante en las decisiones sobre los contenidos a publicar, tarea que desempeñaban Victoria y José Bianco.
En 1932 conoció a Adolfo Bioy Casares, con quien se casó en 1940. La relación entre ambos fue compleja, y él abiertamente tenía amantes. Algunos autores han descrito a Ocampo como víctima, pero otros, como Ernesto Montequin, han rechazado este retrato: "Eso la pone en un lugar de minusválida. La relación con Bioy fue muy compleja; ella tuvo una vida amorosa bastante plena (...) La relación con Bioy podía hacerla sufrir, pero también la inspiraba". En 1954 nació Marta, hija extramatrimonial de Bioy, a quien crio como si fuera propia. Permanecieron juntos hasta su muerte, pese a las frecuentes infidelidades de su esposo.

### Primeras publicaciones
En 1937 publicó su primer libro de cuentos, Viaje olvidado. Compuesto por relatos breves (la mayoría no supera las dos páginas), el libro fue reseñado por Victoria Ocampo en Sur, donde señaló las marcas autobiográficas de los cuentos y le reprochó el haber "distorsionado" esos recuerdos de infancia. Sur jugó un rol fundacional en la vida de Silvina: "Allí, aparecen los primeros cuentos, poemas y traducciones de su hermana menor. Allí, se configura un grupo sólido de escritores que además arma el privilegiado y estrecho círculo de afinidades electivas de Silvina: Borges, Bioy, Wilcock...”
A pesar de las primeras críticas negativas de Viaje olvidado, el libro pasó a ser considerado un texto fundamental dentro de la obra de la escritora, en el que ya aparecen los rasgos y temas que caracterizan su escritura, y que iría desarrollando y perfeccionando en libros posteriores. Unos años más tarde colaboró con Borges y Bioy Casares en la preparación de dos antologías: Antología de la literatura fantástica (1940), con prólogo de Bioy, y Antología poética argentina (1941). En 1942 aparecieron dos poemarios, Enumeración de la Patria y Espacios métricos, a partir de entonces, alternó la narrativa con la poesía.
En 1948 publicó Autobiografía de Irene, cuentos donde muestra una mayor soltura en la escritura y aparece una mayor influencia de Borges y Bioy. A pesar de esto, el libro tampoco tuvo mucha repercusión al momento de su aparición. Dos años antes había escrito una novela policial a cuatro manos con Bioy Casares, Los que aman, odian.
Tras varios años de publicar únicamente poesía (Los sonetos del jardín, Poemas de amor desesperado, Los nombres, que obtuvo el Premio Nacional de Poesía) volvió al cuento en 1959 con La furia, con el que finalmente obtuvo cierto reconocimiento y suele considerarse el momento en el que Ocampo alcanza la plenitud de su estilo y del tratamiento de sus temas.

### Los 60
La década de 1960 sería algo menos activa en cuanto a presencia editorial, ya que sólo publicó el volumen de cuentos Las invitadas (1961) y el poemario Lo amargo por dulce (1962). En contraste, la década de 1970 fue algo más fecunda. Aparecieron los poemas de Amarillo celeste, Árboles de Buenos Aires y Canto escolar, los cuentos de Los días de la noche y una serie de cuentos infantiles: El cofre volante, El tobogán, El caballo alado y La naranja maravillosa.

### Últimos años y publicaciones póstumas

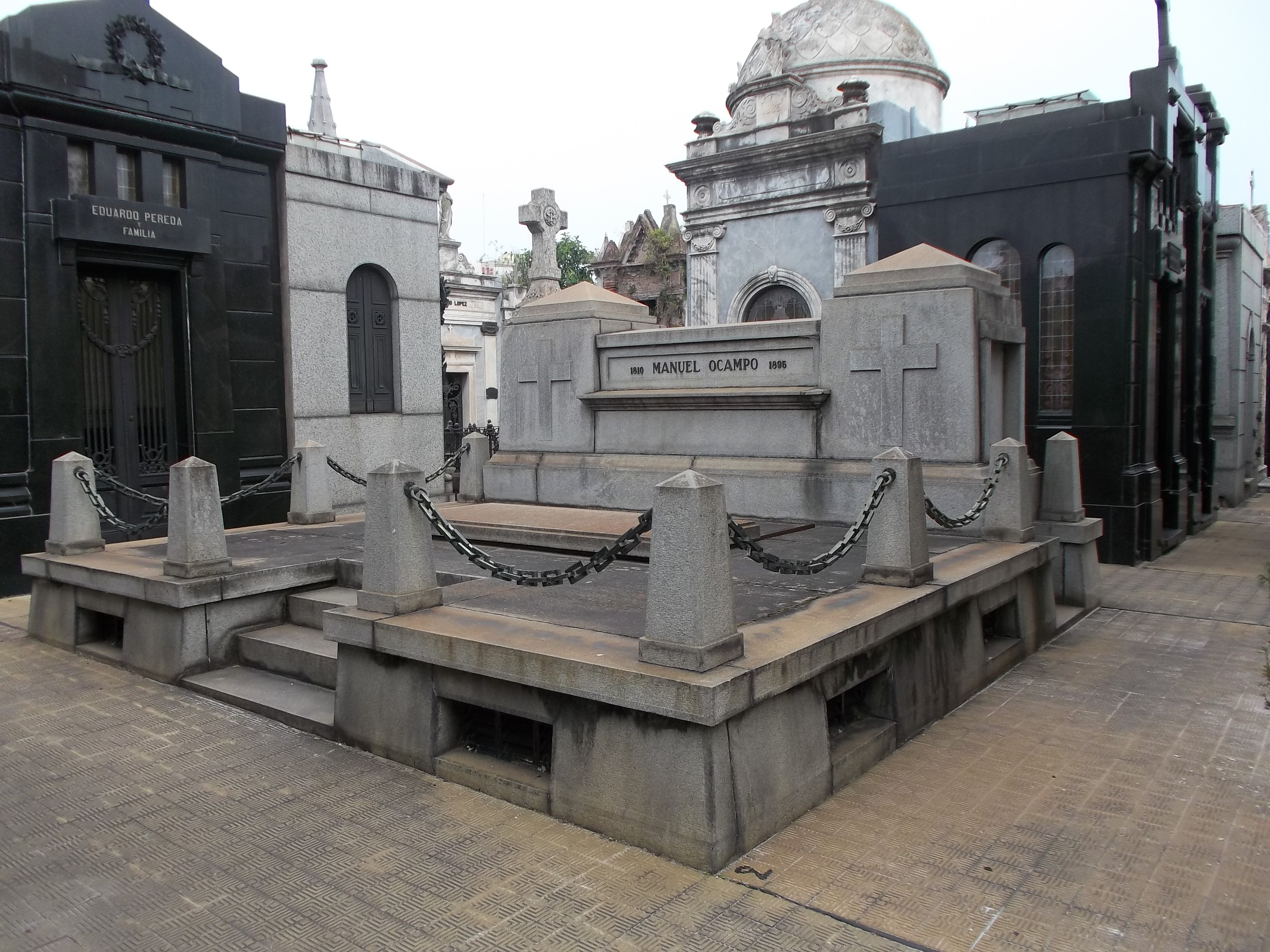
Cripta de la familia Ocampo. Cementerio de la Recoleta, Buenos Aires.

La publicación de sus dos últimos libros, Y así sucesivamente (1987) y Cornelia frente al espejo (1988), coincidió con la aparición del alzhéimer, que fue mermando sus facultades hasta dejarla postrada durante sus tres últimos años.
Ocampo falleció en Buenos Aires el 14 de diciembre de 1993 a los 90 años.
Fue sepultada en la cripta familiar del Cementerio de la Recoleta, cementerio donde también está enterrado Adolfo Bioy.
Póstumamente aparecieron volúmenes que recogían textos inéditos, desde poesías hasta novelas cortas. Así, en 2006 se publicaron Invenciones del recuerdo (una autobiografía escrita en verso libre) y Las repeticiones, una colección de cuentos inéditos que incluye dos novelas cortas, El vidente y Lo mejor de la familia. En 2007 se publicó por primera vez en Argentina la novela La torre sin fin, y en 2008 apareció Ejércitos de la oscuridad, volumen que recoge textos varios. Todo el material fue editado por Sudamericana, que también reeditó algunas de sus colecciones de cuentos. En 2010 se publicó La promesa, una novela que Ocampo empezó alrededor de 1963 y que, con largas interrupciones y reescrituras, terminó entre 1988 y 1989, apremiada por su enfermedad. La edición estuvo al cuidado de Ernesto Montequin.

## Obra

### Narrativa
La obra de Ocampo es reconocida principalmente por su inagotable imaginación y su aguda atención por las inflexiones del lenguaje. Dueña de un lenguaje cultivado que sirve de soporte a sus retorcidas invenciones, Ocampo disfraza su escritura con la inocencia de un niño para nombrar, ya sea con sorpresa o con indiferencia, la ruptura en lo cotidiano que instala la mayoría de sus relatos en el territorio de lo fantástico.
Cuando se le preguntó por su motivación para escribir ella respondió que la "búsqueda de un orden diferente al que impone la vida.. La inclinación a callar. El culto de la imitación, necesario para todo aprendizaje. Ideas elementales de suicidio. Una imagen indescifrable, que perdura, de la infancia" por lo que se reconoce la infinidad de temas sobre los que escribió.
Esta habilidad lingüística se advierte temprano en su colección de cuentos Viaje olvidado (1937), influida por el nonsense literario de Lewis Carroll, Katherine Mansfield y seguramente por el surrealismo que aprendió de sus maestros de pintura. El título del libro se refiere al cuento homónimo en que una niñita intenta recordar el momento de su nacimiento.
Si los relatos de este volumen parecían más bien miniaturas o pequeños pantallazos de la memoria deformados por la imaginación, sus siguientes colecciones (Autobiografía de Irene, y muy especialmente La furia o Los días de la noche) conservan un poco más la estructura tradicional del cuento y muestran a una Ocampo más prototípica. Metamorfosis, ironía, figuras persecutorias, humor negro, y el reinado imperante del oxímoron y de la sinestesia marcan esta serie de relatos donde aparecen incesantes galerías de personajes y contextos dominadas por pasillos y patios de grandes caserones así como por la enigmática presencia de niños ligados al horror y la crueldad como víctimas o victimarios, según la ocasión.
A pesar de su reclamada indiferencia hacia la política, se sugiere que la política de la época tuvo una gran influencia en la escritura de ella. "Mientras tanto, el golpe de 1943, el ascenso de Perón y sus sucesivos gobiernos, de 1946 a 1955, afectan a este grupo literario decididamente antiperonista. Los discursos viscerales de Eva Perón contra la oligarquía, la presencia de los "cabecitas negras" en las calles, las grandes movilizaciones eran datos que ponían, por primera vez, en el centro, un poder que los ofendía como clase."

### Poesía
Su labor poética estuvo dominada en un principio por los metros clásicos y por rimas inocentes, muchas veces dedicadas a la descripción y exaltación de la belleza de elementos naturales como las plantas (confesa pasión de la escritora) como en Espacios métricos o en Los sonetos del jardín que tras el poemario Enumeración de la patria siguieron a Viaje olvidado. Sin embargo, poemarios posteriores como Los nombres, Lo amargo por dulce o Amarillo celeste muestran un verso más elaborado y a la vez desinteresado por el clasicismo.
Con Espacios métricos, publicado en 1942 por la editorial Sur, obtuvo el Premio municipal en 1954. Obtuvo el Segundo Premio Nacional de poesía por Los nombres en 1953 y volvió a obtener una distinción en 1962 por Lo amargo por dulce, el Premio Nacional de poesía.

## Recepción crítica
Durante la mayor parte de su carrera, la crítica argentina no reconoció el mérito de las obras de Ocampo. Debido en cierto punto a su relación con Borges, sus cuentos fueron menospreciados por no ser "suficientemente borgeanos". Fue el culto a Borges y a su hermana Victoria lo que no dejó que los críticos comprendieran la originalidad formal y temática de sus cuentos. En cambio, los vieron como "un fracaso en su intento de copiar el estilo". Recién en la década de 1980, críticos y escritores empezaron a reconocer su talento y escribir sobre su legado. Fueron los "representantes más conspicuos de la revista Sur los que intentan rescatar el acervo cuentístico de esta autora", entre ellos José Bianco, Sylvia Molloy y Enrique Pezzoni.
Ocampo ha sido descripta como una mujer tímida que se negaba dar entrevistas y prefería el perfil bajo. Los críticos querían una declaración firme sobre su posición respecto de la "norma literaria" para saber cómo leerla y asegurarse de la interpretación correcta, pero no lo lograban. En una entrevista con María Moreno –una de las pocas que otorgó– Ocampo explicó por qué no le gustaba dar entrevistas: "Tal vez porque protagonizó en ellas el triunfo del periodismo sobre la literatura." El único requisito que puso Ocampo para ser entrevistada fue que ninguna de las preguntas fuera sobre literatura. Lo único que dijo acerca del asunto fue lo siguiente: "Escribo porque no me gusta hablar, para dejar un testimonio más de la vida o para luchar contra ese exceso de materia que acostumbra a rodearnos. Pero si lo medito un poco, diré algo más banal".
Esa costumbre de Ocampo de negarse a decir mucho sobre su vida privada, metodología y la literatura hace difícil para los críticos desarrollar un análisis sobre sus intenciones. Para Judith Podlubne, las obras de Ocampo son metaliterarias. Dice que la falta de información sobre de dónde viene la escritora resulta en una dependencia sobre las normas literarias: "Como es claro, entonces, la intencionalidad metaliteraria y la justificación paródica responden puntualmente a un interés preexistente de la crítica: el de leer estos relatos en estrecha vinculación con las exigencia de la norma". Sylvia Molloy sugiere que la crítica intenta reducir la originalidad a algo conocido, "leyendo lo leído" en vez de leer los cuentos de Ocampo en su originalidad.
En los últimos años la crítica ha redescubierto a Ocampo, y se han publicado algunas obras inéditas en recopilaciones como Las repeticiones y otros cuentos (2006) o Ejércitos de la oscuridad (2008).

### Género
Debido a que Ocampo pocas veces ha opinado directamente sobre cuestiones de género, no se sabe con certeza si se consideraba o no una feminista. Los críticos han tomado sus posiciones dependiendo de su interpretación de sus obras. Debido a su asociación con Simone de Beauvoir a través de su hermana Victoria, Amícola deduce que Ocampo fue una feminista de la tradición francesa y británica: "Es evidente que las hermanas Ocampo eran sensibles a los cambios que se anunciaban desde Francia (e Inglaterra) para la cuestión femenina y, por ello, no es inconsecuente intentar pensar los cuentos de Silvina Ocampo como una lectura especial y puesta en discurso de lo que percibe la mujer ante el mundo".
Carolina Suárez-Hernán considera que Ocampo es una feminista o por lo menos trabaja "desde ángulos feministas". Suárez-Hernán basa su opinión sobre el contexto de la literatura de Ocampo: "La literatura de Silvina Ocampo contiene una profunda reflexión sobre la feminidad y numerosas reivindicaciones de los derechos de la mujer, así como también una crítica sobre su situación en la sociedad". Los trabajos de Ocampo provienen de un "imaginario femenino [...] variado y la autora encuentra distintos mecanismos de creación y deconstrucción de lo femenino". Las mujeres en sus obras son "complejas y ambiguas; la duplicidad del personaje femenino se muestra a través de recursos como el artificio y de la máscara. Los relatos presentan el lado oscuro de la feminidad; la múltiple representación femenina muestra una ambigüedad que anula la visión unidimensional del personaje femenino".
A partir de tres cuentos –"Cielo de claraboyas" (1937), "El vestido de terciopelo" (1959), y "La muñeca" (1970)– Amícola sugiere que los cuentos de Ocampo cuestionan la ausencia del sexo-género y de la visión femenina en el psicoanálisis desarrollado por Freud, con enfoque especial en lo horroroso. Amícola hace lo que Ocampo no entiende de los críticos, se enfoca demasiado en lo horroroso de sus cuentos e ignora el humor. Ocampo le contó a Moreno su frustración: "Con mi prosa puedo hacer reír. ¿Será una ilusión? Nunca, ninguna crítica menciona mi humorismo".
En contraste, Suárez-Hernán propone que el humor usado en la obra de Ocampo ayuda a subvertir los estereotipos femeninos. Para ella, "La obra de Ocampo mantiene una postura subversiva y crítica que encuentra placer en la transgresión. Los patrones establecidos se rompen y los roles son intercambiables; se someten a un tratamiento satírico las oposiciones estereotípicas de la femineidad y la masculinidad, la bondad y la maldad, la belleza y la fealdad. Igualmente, el espacio y el tiempo se subvierten y se borran los límites entre las categorías mentales de espacio, tiempo, persona, animal".
Cuando María Moreno le preguntó qué pensaba sobre el feminismo, Ocampo respondió: "Mi opinión es un aplauso que me hace doler las manos". "¿Un aplauso que le molesta dispensar?", repreguntó Moreno. "¡Por qué no se va al diablo!" fue la contestación. Con respecto al voto femenino en Argentina, Ocampo dijo "Confieso que no me acuerdo. Me pareció tan natural, tan evidente, tan justo, que no juzgué que requería una actitud especial".

### La clase y lo infantil
Amícola sugiere que la intención de Ocampo es crear personajes infantiles que apuntan a "desmitificar la idea de la inocencia infantil". Lo que se crea es una oposición entre "adultos-infantes", "donde lo que interesa es la función del autoritarismo ejercido dentro del propio mundo femenino". Amícola propone el ejemplo enfrentar a los niños versus los adultos para crear una polarización. Suárez-Hernán también toca el tema respecto de la narrativa y sugiere que "La voz narrativa infantil se convierte en una estrategia para generar la ambigüedad que parte del narrador poco fiable ya que el lector siempre alberga dudas sobre el grado de comprensión de los hechos por parte del narrador así como sobre su credibilidad".
Para Suárez-Hernán, "Los cuentos muestran la asimetría entre el mundo de los adultos y el mundo infantil; los padres, maestros e institutrices encarnan la institución sancionadora y son con frecuencia figuras nefastas." Suárez-Hernán considera que las mujeres, los niños y los pobres en la obra de Ocampo actúan en una posición subalterna dominada por estereotipos. El mundo de "la infancia se privilegia sobre la edad adulta como espacio apropiado para subvertir las estructuras sociales; así, la mirada infantil será el instrumento para socavar las bases estructurales y transgredir los límites establecidos." Sin embargo, Suárez-Hernán cree que "los poderes atribuidos a la niña y su perversidad generan perturbación en el lector que no puede evitar identificarse con la mujer adulta".

## Temas y símbolos recurrentes

### La reflexividad
El tema de la reflexividad está presente en muchas de las obras de Ocampo. El concepto de la reflexividad se puede definir, en términos de objetos literales, como una representación de "elementos temáticos en relación con el yo y el otro ... la identidad y la alteridad", y como un enlace con otros textos. En su colección de cuentos cortos La furia, se observa la repetición de objetos como los espejos, la luz, objetos de vidrio y los relojes. El uso de la luz reflejada y los objetos que la reflejan están repartidos muchas veces a través de las obras. Algunos autores como María Dolores Rajoy Feijoo interpretan estos objetos reflexivos, como los espejos y los relojes, como vehículos de la autorreflexividad, y la identidad modificada y reproducida, en los cuentos fantásticos de Ocampo. "En lugar de ver el cuarto reflejado, vi algo exterior en el espejo, una cúpula, una suerte de templo con columnas amarillas y, en el fondo, dentro de algunas hornacinas del muro, divinidades. Fui víctima, sin duda, de una ilusión" (Cornelia frente al espejo)

### La niñez
La niñez es un tema recurrente en los cuentos de Ocampo. Aunque el uso de la perspectiva infantil es algo en común con otros autores latinoamericanos, Ocampo se distingue por su perversión de la perspectiva infantil. El sentido de perversión de la infancia ha llevado a muchos críticos a hacer conexiones psicológicas entre sus cuentos y las teorías freudianas. Según Fiona Joy Mackintosh, "Las ideas de Freud, específicamente sus ideas sobre los sueños, el tabú, y la perversión polimorfa de los infantes, son algunos de los elementos claves que estando al acecho como un precursor ubicua dentro las líneas del texto en los cuentos de Silvina Ocampo". Ocampo también experimenta con las consecuencias de vivir en un mundo separado de la sociedad adulta en "La raza inextinguible", pero también explora elementos involucrados en el proceso de envejecimiento y alude que hay efectos positivos implícitos en los personajes quienes mezclan los rasgos infantiles con los de adultos. Una de sus obras más notable que trata el tema de la perversión de la niñez es "El pecado mortal", que narra el engaño de una niña por un criado. Luego, la niña hace su primera comunión sin confesar su pecado. Algunos críticos han interpretado este cuento como una intercesión de la perversión de la infancia, el despertar de la identidad sexual y la incorporación de diversas clases sociales y la subversión de poder que estos actos sexuales suponen.

### La metamorfosis
En muchos de sus cuentos, Ocampo usa los cambios físicos y psicológicos (caracterizados como la metamorfosis) para transformar a muchos de sus personajes. Estos incluyen la transición de personas en plantas (la hibridez humano-vegetal enviciado en “Sabanas de tierra”), en animales (la hibridez humano-felino enviciado en “El rival”), en máquinas (la hibridez humano-inanimado enviciado en “El automóvil”), y en otras personas (por ejemplo en “Amado en el amado”).
Un análisis del papel de la metamorfosis y cómo usa Ocampo los cambios graduales dentro su cuento "Sabanas de tierra", para destacar el proceso metamórfico de un jardinero en una planta. Estos cambios típicamente están notados por sus transiciones en los sentidos y los acciones, por ejemplo el sonido, el olor, cambios visuales, y el gusto. Según Juan Ramón Vélez García, muchos de estos procesos de metamorfosis indican conexiones bíblicas de Génesis, interpretando los rasgos de la transformación de sus personajes como un ciclo o regreso, destacando la frase bíblica “pulvis es et in pulverem reverteris” (Vélez García, J.R. 2006). Los personajes en “Sabanas de tierra” no tienen nombres propios, algo que Ishak Farag Fahim considera "...lo que refleja una tendencia a generalizar el concepto y la cosmovisión que el cuento pretende comunicar".

## Obras
| - Ocampo, Silvina (1937). Viaje olvidado. Buenos Aires: Sur. OCLC 1881226. - Ocampo, Silvina (1948). Autobiografía de Irene. Buenos Aires: Sur. OCLC 772107. - Ocampo, Silvina (1959). La furia. Buenos Aires: Sur. OCLC 318439359. - Ocampo, Silvina (1961). Las invitadas. Buenos Aires: Losada. OCLC 482316595. - Ocampo, Silvina (1970). Los días de la noche. Buenos Aires: Sudamericana. OCLC 493622791. - Ocampo, Silvina (1987). Y así sucesivamente. Barcelona: Tusquets. ISBN 9788472237537. - Ocampo, Silvina (1988). Cornelia frente al espejo. Barcelona: Tusquets. ISBN 9788472237612. - Ocampo, Silvina (2006). Las repeticiones. Buenos Aires: Sudamericana. ISBN 9789500727297. Cuentos y novelas cortas. Editado por Ernesto Montequin. - Ocampo, Silvina (1954). Pequeña antología. Buenos Aires: Ediciones Ene. - Ocampo, Silvina (1966). El pecado mortal. Buenos Aires: Editorial Universitaria de Buenos Aires. OCLC 3943578. - Ocampo, Silvina (1970). Informe del cielo y del infierno. Caracas: Monte Ávila. OCLC 253025202. Ed por Edgardo Cozarinsky. - Ocampo, Silvina (1991). Las reglas del secreto. México: Fondo de Cultura Económica. ISBN 9789505571192. Ed por Matilde Sánchez. - Ocampo, Silvina (1999). Las reglas del secreto. Buenos Aires: Emecé. ISBN 9789500420198. Dos volúmenes. - Ocampo, Silvina (1972). El caballo alado. Buenos Aires: Flor. OCLC 2927413. - Ocampo, Silvina (1974). El cofre volante. Buenos Aires: Estrada. OCLC 5928284. - Ocampo, Silvina (1975). El tobogán. Buenos Aires: Estrada. OCLC 2290626. - Ocampo, Silvina (1977). La naranja maravillosa. Buenos Aires: Orión. OCLC 3735569. | - Ocampo, Silvina (1942). Enumeración de la patria. Buenos Aires: Sur. OCLC 3252521. - Ocampo, Silvina (1945). Espacios métricos. Buenos Aires: Sur. OCLC 3233854. Premio Municipal. - Ocampo, Silvina (1948). Sonetos del jardín. Buenos Aires: A. J. Álvarez. OCLC 223492537. - Ocampo, Silvina (1949). Poemas de amor desesperado. Buenos Aires: Sudamericana. OCLC 490515623. - Ocampo, Silvina (1953). Los nombres. Buenos Aires: Emecé. OCLC 2382776. Premio Nacional de Poesía. - Ocampo, Silvina (1962). Lo amargo por dulce. Buenos Aires: Emecé. OCLC 13620270. Premio Nacional de Poesía. - Ocampo, Silvina (1972). Amarillo celeste. Buenos Aires: Losada. OCLC 490834169. - Ocampo, Silvina (1973). Cinco poemas. Buenos Aires: Edición privada. - Ocampo, Silvina (1979). Árboles de Buenos Aires. Buenos Aires: Librería La Ciudad. OCLC 7120214. - Ocampo, Silvina (1979). Canto escolar. Buenos Aires: Fraterna. OCLC 869147294. - Ocampo, Silvina (1985). Breve santoral. Buenos Aires: Ediciones de Arte Gaglianone. ISBN 9789509004436. - Ocampo, Silvina; Bioy Casares, Adolfo (1946). Los que aman, odian. Buenos Aires: Emecé. OCLC 19047051. - Ocampo, Silvina (1986). La torre sin fin. Madrid: Alfaguara. ISBN 9788420445021. - Ocampo, Silvina (2011). La promesa. Buenos Aires: Lumen. ISBN 9788426418784. - Ocampo, Silvina; Wilcock, Juan Rodolfo (1956). Los traidores. Buenos Aires: Losange. OCLC 252938343. Pieza teatral en verso. - Borges, Jorge Luis; Ocampo, Silvina; Bioy Casares, Adolfo (1940). Antología de la literatura fantástica. Buenos Aires: Sudamericana. OCLC 2921961. - Ocampo, Silvina (1981). Ulla, Noemí, ed. "La continuación" y otras páginas: antología. Buenos Aires: Centro Editor de América Latina. OCLC 8880075. - Ulla, Noemí; Ocampo, Silvina (1982). Encuentros con Silvina Ocampo. Buenos Aires: Belgrano. ISBN 9789500770248. - Ocampo, Silvina (1984). Páginas de Silvina Ocampo. Buenos Aires: Celtia. ISBN 9789509106574. - Ocampo, Silvina (2006). Montequin, Ernesto, ed. Invenciones del recuerdo. Buenos Aires: Sudamericana. ISBN 9789500727365. Autobiografía en verso. - Ocampo, Silvina (2008). Montequin, Ernesto, ed. Ejércitos de la oscuridad. Buenos Aires: Sudamericana. ISBN 9789500729031. - Ocampo, Silvina (2014). Montequin, Ernesto, ed. El dibujo del tiempo: recuerdos, prólogos, entrevistas. Buenos Aires: Lumen. ISBN 9788426400581. |

## Películas basadas en sus obras
- Tres historias fantásticas (1964), dirigido por Marcos Madanes. El episodio "La red" está basado en el cuento homónimo.
- La casa de azúcar (1996), abandonada
- El impostor sobre el cuento homónimo, dirigida por Alejandro Maci[62][63][64][65]
- Anillo de humo (2001), telefilme
- El vestido de terciopelo (2001), telefilme
- Cornelia frente al espejo (2012), largometraje basado en el cuento homónimo dirigida por Daniel Rosenfeld.[66]
- Los que aman, odian (2017), dirigida por Alejandro Maci, basada en la novela homónima coescrita con Bioy Casares y protagonizada por Guillermo Francella y Luisana Lopilato.[67]

## Premios y distinciones
- Premio Municipal de Poesía 1945 por Espacios métricos[68]
- Premio Municipal de Poesía 1953 por Los nombres[68]
- Premio Municipal de Literatura 1954
- Premio Nacional de Poesía 1962 por Lo amargo por dulce[68]
- Premio Konex - Diploma al Mérito 1984[69]
- Premio Club de los 13 1988 por Cornelia frente al espejo, su última antología de cuentos[70]
- Gran Premio de Honor de la SADE 1992[71]

Ocampo ha sugerido que algunas de sus obras habrían ganado otros premios si no hubieran sido tan crueles. "Les habrá parecido inmoral", afirmó y, en referencia a cuentos como "La boda" o "La casa de los relojes", dijo: "Los actos más crueles que hay en mis cuentos fueron sacados de la realidad".